# Cèrber (satèl·lit)

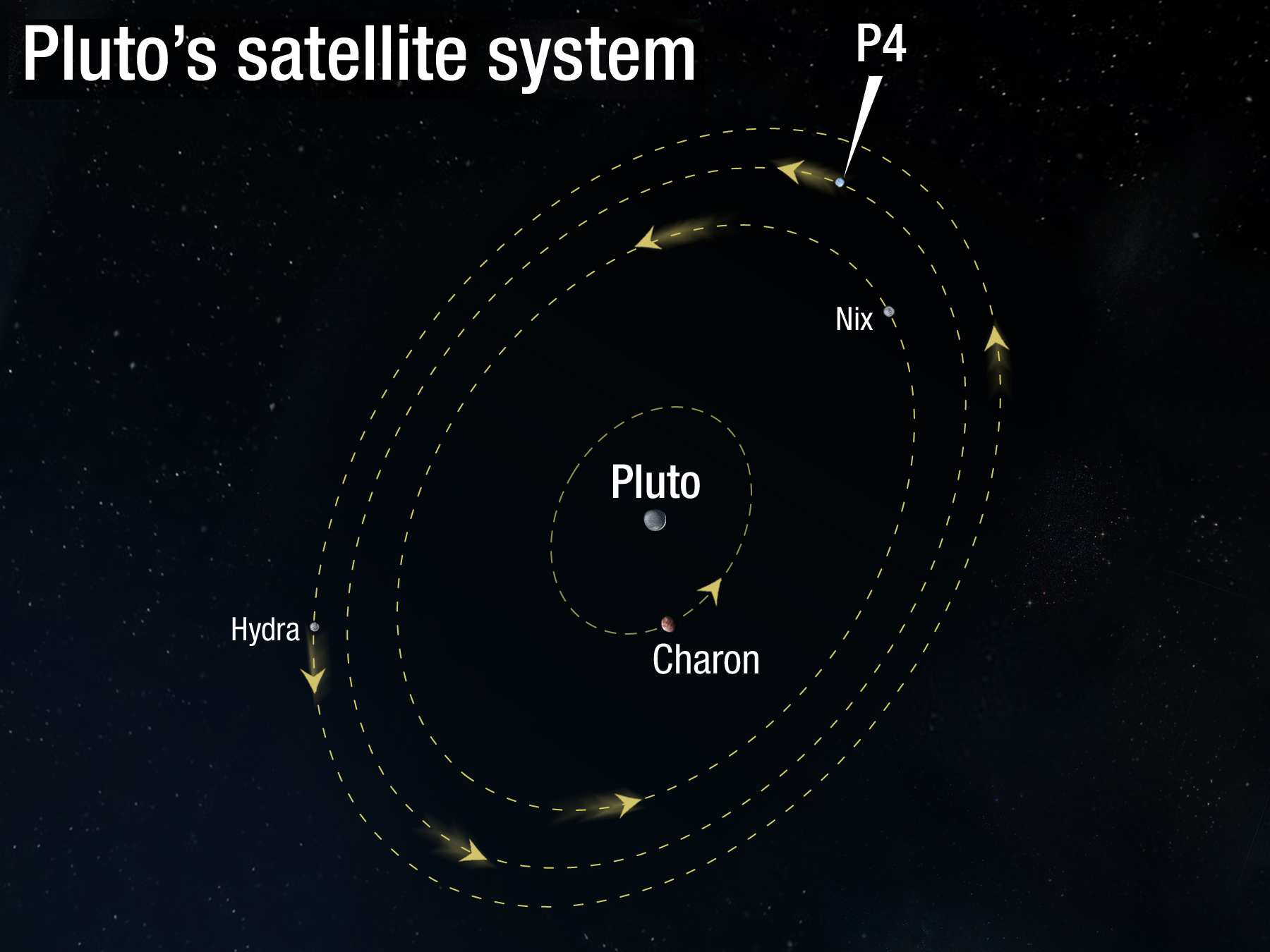
Òrbites de les quatre Llunes de pluto

Cèrber, (també conegut amb els noms provisionals de S/2011 P 1, S/2011 (134340) 1 o P4) és un petit satèl·lit natural de Plutó l'existència del qual s'anunciava el 20 de juliol de 2011. La seva descoberta, després de les descobertes de Charon el 1978 i Nix i Hydra el 2005, el feia la quarta lluna coneguda de Plutó.

## Descoberta
S/2011 P 1 es descobria pel Pluto Companion Search Team usant el Telescopi espacial Hubble, el 28 de juny 2011, utilitzant la Càmera de Gran Angular 3, durant un intent de trobar alguns anells que Plutó podria posseir.  nom de Altres observacions es van fer el 3 de juliol i 18 de juliol i es verificava com a lluna nova el 20 de juliol de 2011. Va ser descoberta posteriorment en el Predescobriment del 15 de febrer de 2006 i del 25 de juny de 2010. La brillantor de S/2011 P 1 és de només un 10% de la de Nix, i es va trobar perquè l'equip de la descoberta prenia exposicions de 8 minuts; les observacions anteriors havien utilitzat exposicions més curtes.

## Propietats físiques
Amb un diàmetre aproximat de 13-34 km, S/2011 P 1 és la lluna de Plutó coneguda més petita. Aquesta rang en el diàmetre s'obté d'un possible rang d'albedo geomètrica de 0,06 a 0,35.

## Propietats orbitals
Les observacions actuals suggereixen una òrbita circular, equatorial amb un radi d'aproximadament 59.000 km. La lluna orbita a la regió entre Nix i Hydra i fa una òrbita completa de Plutó aproximadament cada 32,1 dies terrestres. Aquest període és pròxim a una ressonància orbital d'1:5 amb Charon, amb la discrepància de cronometratge que és aparentment menys d'un 0,6%. Com amb les ressonàncies pròximes entre Nix o Hydra i Charon (1:4 i 1:6, respectivament), determinar com és de propera aquesta relació a una veritable ressonància exigirà més coneixement i més acurat de l'òrbita de S/2011 P 1, en particular el seu índex de precessió.

## Origen
Com els altres satèl·lits de Plutó, es tenia la sospita que S/2011 P 1 s'unia des de la família de col·lisió entre Plutó i un altre objecte del Cinturó de Kuiper, similar al "gran impacte" que es creu que ha creat la Lluna de la Terra.

## Nom
Cèrber fou anomenat amb la designació provisional  S/2011 P 1, on el prefix  S / significa satèl·lit,  2012 l'any de descobriment,  P fa referència al planeta nan Plutó i l'1 és l'ordre del descobriment del satèl·lit en el mateix planeta i any. En la designació  S/2012 (134340) 1 se segueix el mateix procediment anteriorment exposat, amb la diferència que es reemplaça la  P per  (134340), nombre donat a Plutó en ser reclassificat com planeta nan. I  PIV és la denominació per al cinquè satèl·lit de Plutó.
La convenció per nomenar satèl·lits plutonians és la d'escollir noms relacionats amb el déu Plutó i l'inframon de la mitologia grega.
Mark Showalter, cap de l'equip descobridor, i el SETI van realitzar el 2013 una enquesta web no vinculant perquè el públic pogués escollir els seus noms preferits. Els participants podien escollir un nom d'una llista de noms mitològics relacionats amb el déu Plutó o bé proposar altres noms.
Després de l'anunci inicial, William Shatner, l'actor que interpreta el Capità James T. Kirk en la franquícia Star Trek, va proposar els noms Vulcano i Ròmul, en referència al déu del foc Vulcà (un nebot de Plutó) i a Ròmul, el fundador de Roma, però també als planetes ficticis  Vulcano i  Ròmul de l'univers de Star Trek. El nom de Ròmul va ser rebutjat a causa de l'existència d'un satèl·lit asteroidal amb  aquest nom.
Vulcano va ser el nom que més vots va aconseguir després que Shatner el promociones a twitter, mentre que Cèrber (el gos que guarda l'inframón de Plutó) va quedar segon i Estix (la deessa del riu del mateix nom de l'inframón) va quedar tercer. Es van enviar els noms guanyadors a la Unió Astronòmica Internacional.No obstant això, la UAI va rebutjar el nom de Vulcà per no ser un déu de l'inframón i perquè aquest nom ja havia estat escollit per designar un  planeta hipotètic situat a l'interior de l'òrbita de  Mercuri a més dels  asteroides vulcanoids.
El 2 de juliol de 2013 la UAI va anunciar l'aprovació dels noms Cèrber per P4 i Estix per a P5.